# Opgezwolle

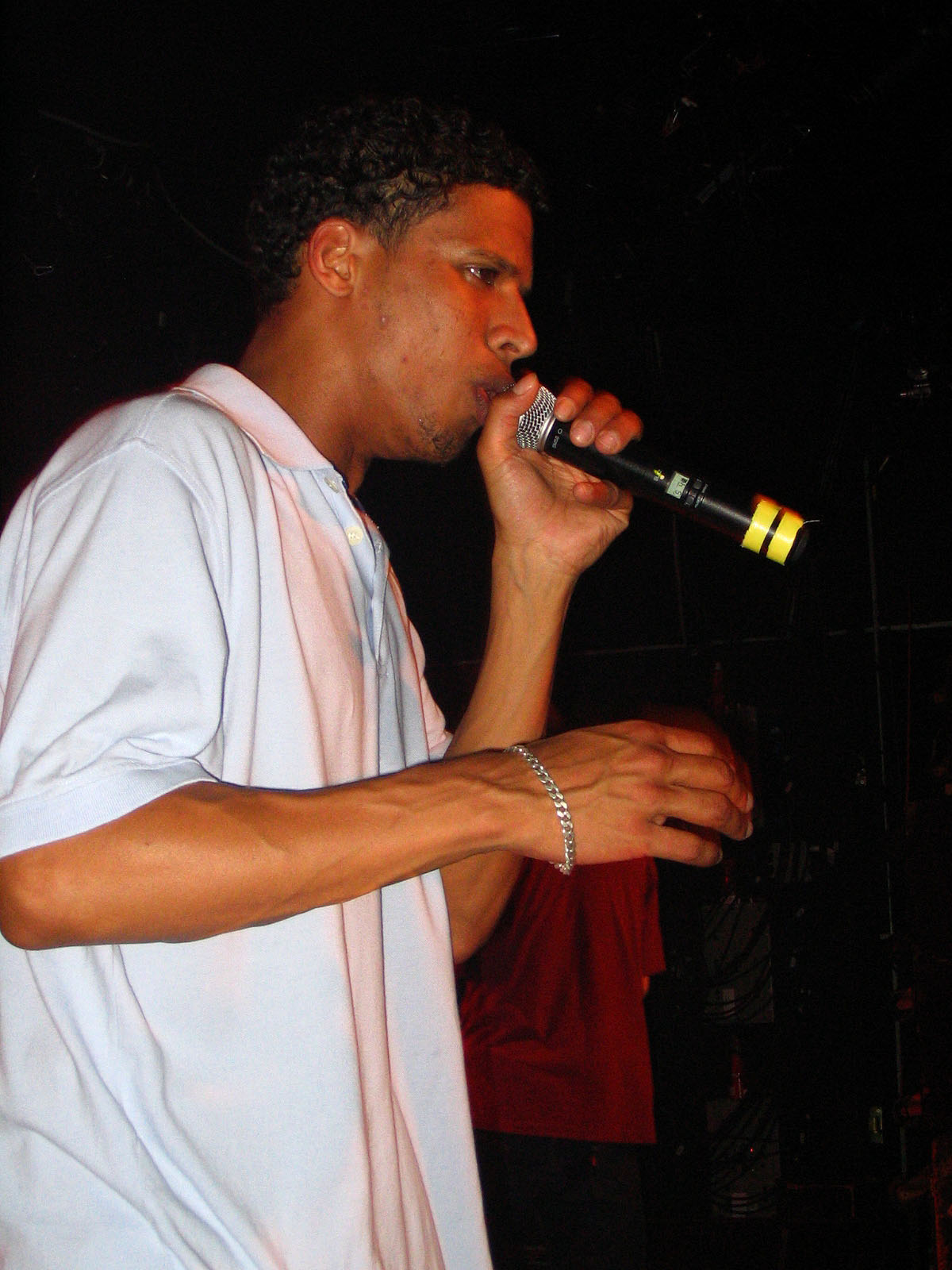
Bild vom Sänger

Opgezwolle ist eine 1997 gegründete dreiköpfige niederländische Hip-Hop-Formation. Sie besteht aus den Rappern Sticky Steez und Phreako Rico sowie dem Disc Jockey Dippy Delic.

## Geschichte
Nach dem Gewinn des regionalen Musikerwettstreits De Oogst Van Overijssel im Mai 2001 nahmen Opgezwolle unter dem Titel Spuugdingen op die Mic ihr erstes Album auf.
2002 unterzeichneten sie einen Vertrag mit dem Musiklabel TopNotch. Im selben Jahr veröffentlichten sie ein Album gemeinsam mit der Rotterdamer Rapformation DuvelDuvel.
2006 folgte das Album Eigen wereld. Ein Jahr später wurde die Formation für den MTV Europe Music Award nominiert.

## Diskografie
- 2001: Spuugdingen op de mic
- 2003: Vloeistof/Brandstof
- 2006: Eigen wereld
- 2007: Fakkelteit
- 2016: Spuugdingen op de mic